# سیارک ۱۱۴۲۳۹
سیارک ۱۱۴۲۳۹ (به انگلیسی: 114239 Bermarmi، نامگذاری:2002WN) صد و چهارده هزار و دویست و سی و نهمین سیارک کشف شده‌است که در ۲۱ نوامبر ۲۰۰۲ کشف شد.